# Carlo Westphal
Carlo Westphal (Wolmirstedt, Sajonia-Anhalt, 25 de noviembre de 1985) es un exciclista alemán.
Debutó como profesional en 2005 con el equipo alemán Team Sparkasse y terminó su carrera en el equipo sudafricano Team Neotel, tras cinco temporadas como profesional y con 24 años de edad.

## Palmarés
2004
- 1 etapa del Tour de Thuringe

2008
- 1 etapa del Eneco Tour

## Equipos
- Team Sparkasse (2005)[1]
- T-Mobile (2005)[2]
- Team Wiesenhof-Akud (2006)
- Gerolsteiner (2007-2008)
- Team Neotel (2009)